# Amélie Nothomb
Amélie Nothomb (Etterbeek, 9.07.1966.), belgijska frankofonska romansijerka.
Kćerka je barona Patrika Nothomba, koji je bio belgijski veleposlanik u Japanu, Kini, SAD-u, Burmi i Bangladešu.  Tako je Amélie svoje djetinjstvo i mladenačke dane provela u tim zemljama gdje je dobro upoznala njihove običaje i ljude. Zarekla se da će svake godine napisati po jedan roman. I to je obećanje održala. Djela su joj prevedena na više od 30 jezika, a 2007.  je objavila svoj petnaesti roman. Za svoj roman "Strah i trepet" dobila je Veliku nagradu za roman Francuske akademije. Smatraju je najboljom europskom spisateljicom.[nedostaje izvor]